# Cantón El Pangui
El cantón El Pangui es un cantón en la provincia de Zamora Chinchipe, Ecuador. Debe su origen al pueblo Shuar, quienes habitaron esta zona desde antes del descubrimiento de América a lo que es hoy El nombre del cantón proviene de la terminología Shuar “Panki” que significa boa o lugar de las boas, ya que estos animales predominan en las faldas del río Zamora.
Posee una diversidad cultural, entre las que se destacan están la raza mestiza, shuar y saraguro.
Es un cantón privilegiado ya que posee entre sus riquezas el yacimiento más grande de cobre del país, ubicado específicamente en la parroquia Tundayme, frontera con Perú.

## Información general
El Pangui es conocido por su importancia turística basada en su flora rica en orquídeas. lo cual le ha dado el nombre de El Pangui Orquídea de la Amazonia. 
El cantón es la principal conexión y entrada hacia la provincia de Morona Santiago, específicamente a Gualaquiza, por medio de la carretera Troncal Amazónica.

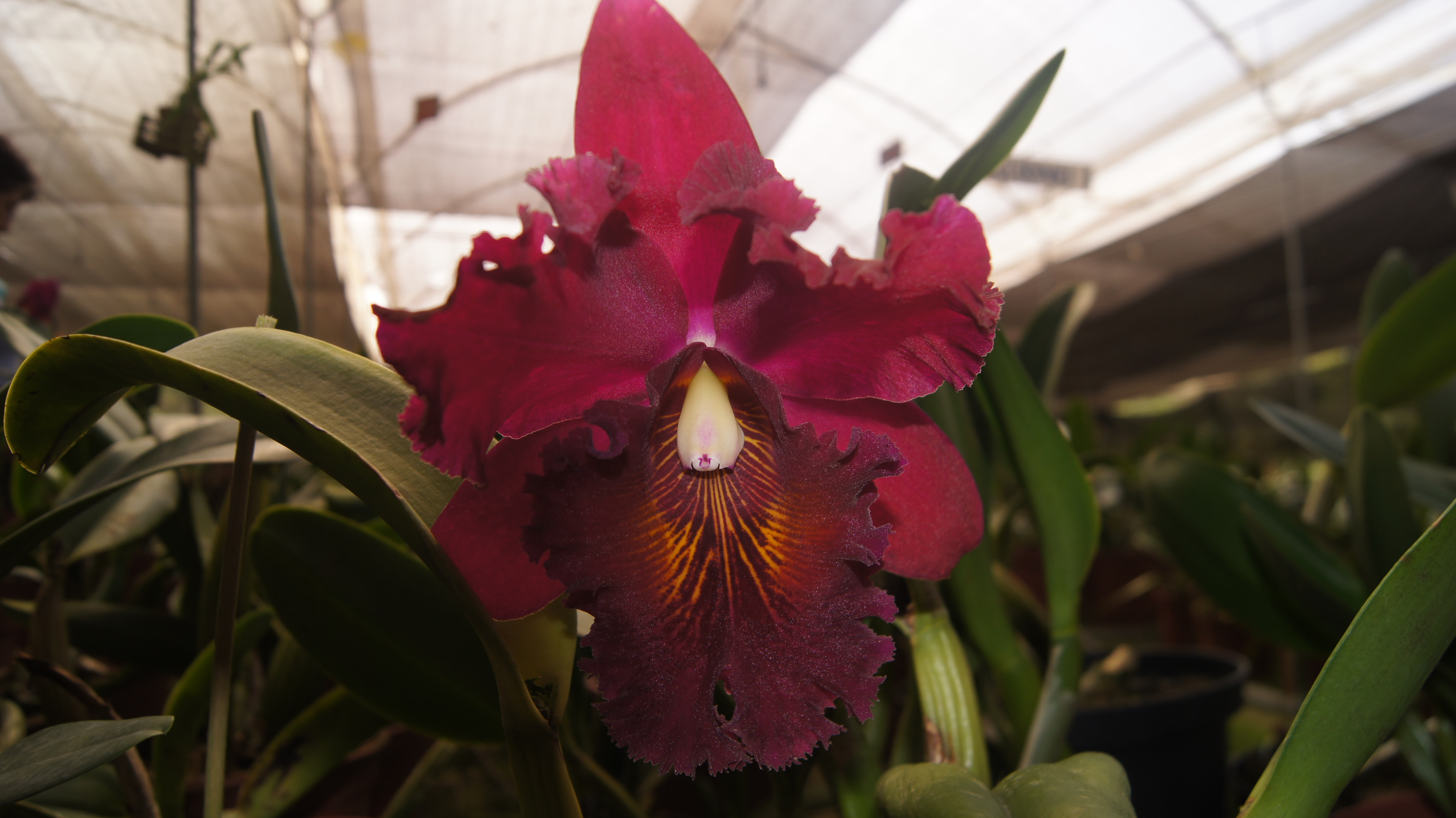

### Límites
•	Al Norte: Cantón Gualaquiza, Provincia de Morona Santiago 
•	Al Sur: Cantón Yantzaza
•	Al Este: República del Perú .
•	Al Oeste: Cantón Yantzaza.

### Clima
El Pangui está situado en un bosque húmedo tropical (Bht). El clima es cálido y húmedo, La temperatura media oscila entre los 20 °C y 24 °C.

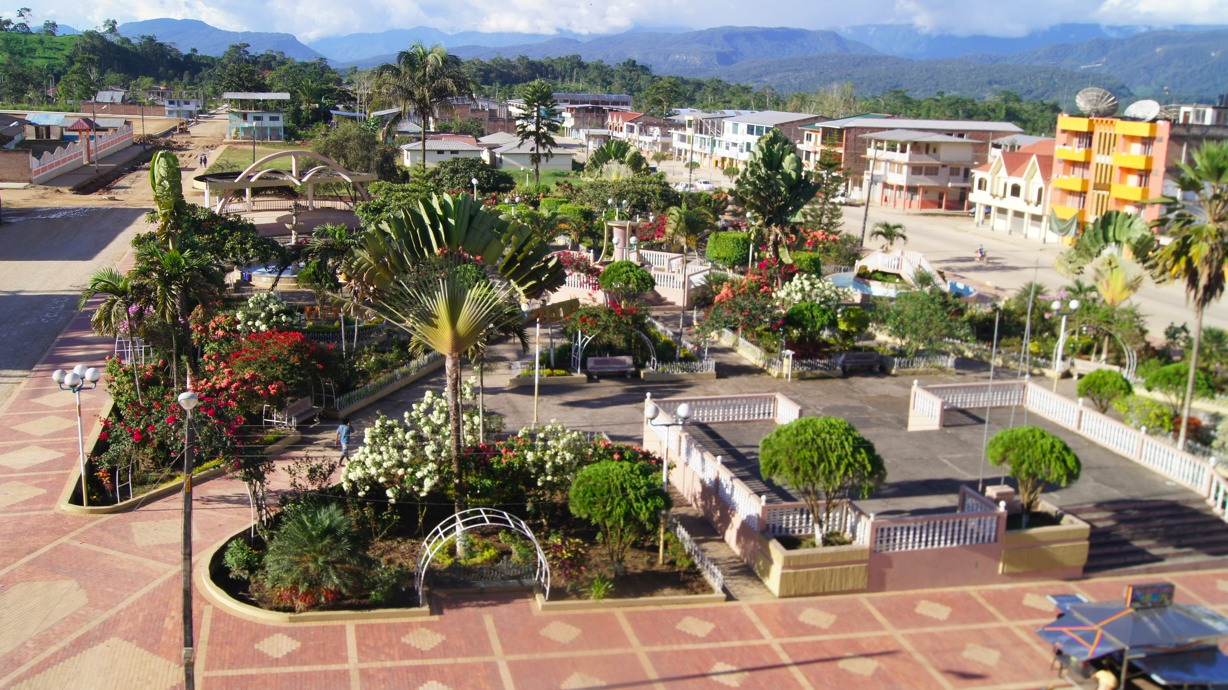
Parque Central.

### Altitud
El cantón tienen una altitud que va desde los 748 m s. n. m. hasta los 2178 m s. n. m.

### Humedad
Todos los meses el cantón presenta una humedad relativa, máxima superior al 90%, característica de las regiones climáticas Húmedo Subtropical

### Minería
Mirador es un proyecto minero a cielo abierto que se realiza en esta región de Ecuador. Es el más avanzado de todos los que se están proyectando en el país y está a cargo de la empresa de capital chino Ecuacorriente SA (ECSA). 
Actualmente se encuentra en etapa de construcción y busca extraer concentrado de cobre durante un periodo de 30 años, para luego exportarlo a China y ser procesado en el país asiático.
Este Proyecto minero ha deforestado 1307 hectáreas de bosque.
Las comunidades campesinas están preocupadas por la contaminación de sus aguas y por los desalojos de los que han sido víctimas por negarse a vender sus predios a la empresa minera.
La situación de las provincias amazónicas de Morona Santiago y Zamora Chinchipe es bastante polémica. Cerca del 30 % de su superficie total está concesionada y en el caso de la primera provincia, 90 % de las concesiones están sobre territorios indígenas.
En la última década Ecuador ha visto cómo se han multiplicado exponencialmente las concesiones mineras en su territorio, especialmente en la Amazonía y la cordillera del Cóndor, una cadena montañosa entre las provincias de Morona Santiago y Zamora Chinchipe, con amplia biodiversidad y un alto grado de endemismo. 
Esto ha venido preocupando a las comunidades que habitan en esta región pues la Amazonía ecuatoriana es hogar de un gran número de pueblos indígenas y áreas protegidas, donde casi el 84 % del territorio cuenta con algún grado de protección (los territorios indígenas abarcan el 57,45 % y las Áreas Naturales del Estado ocupan un 26,17 %).
Algunos datos llaman la atención: las concesiones mineras corresponden al 30 % de la superficie total las provincias mencionadas y gran parte de estas concesiones se sobreponen a la Cordillera del Cóndor. En el caso de Morona Santiago, el 90 % de las concesiones están sobre territorios. 
La mina de cielo abierto también pretende extraer en menor medida metales como plata y oro. Se prevé la extracción de 19 440 000 toneladas de roca al año y abarca una superficie de 9928 hectáreas en 11 bloques. Al momento se ha firmado contrato para la explotación de dos de estas áreas.
Recientemente el proyecto Monitoring of the Andean Amazon Project (MAAP) reveló un análisis con bases en imágenes satelitales donde se muestra como durante la etapa de construcción de vías de acceso para la mina, entre 2009 y 2017,  ya se han deforestado 1307 hectáreas de bosque. Carlos Mazabanda, coordinador para Ecuador de Amazon Watch, expreso que ha llamado la atención, es cómo este proyecto ha transformado la vida de las personas en la zona de influencia, en la parroquia Tundayme. “Preocupan los desalojos y la contaminación ambiental que ya es visible en un proyecto que está recién en la etapa de construcción
".

## División Política
El cantón El Pangui abarca cuatro parroquias:

### Parroquia urbana
- El Pangui

### Parroquias rurales
- El Guismi
- Pachicutza
- Tundayme

## Festividades
- Aniversario de Cantonización El Pangui 14 de febrero.
- Aniversario de Parroquialización Pachicutza 5 de mayo.
- Aniversario de Parroquialización El Güismi 5 de mayo.
- Aniversario de Parroquialización Tundayme 15 de junio.
- Fiesta en honor a la Virgen de Fátima El Pangui13 de mayo.

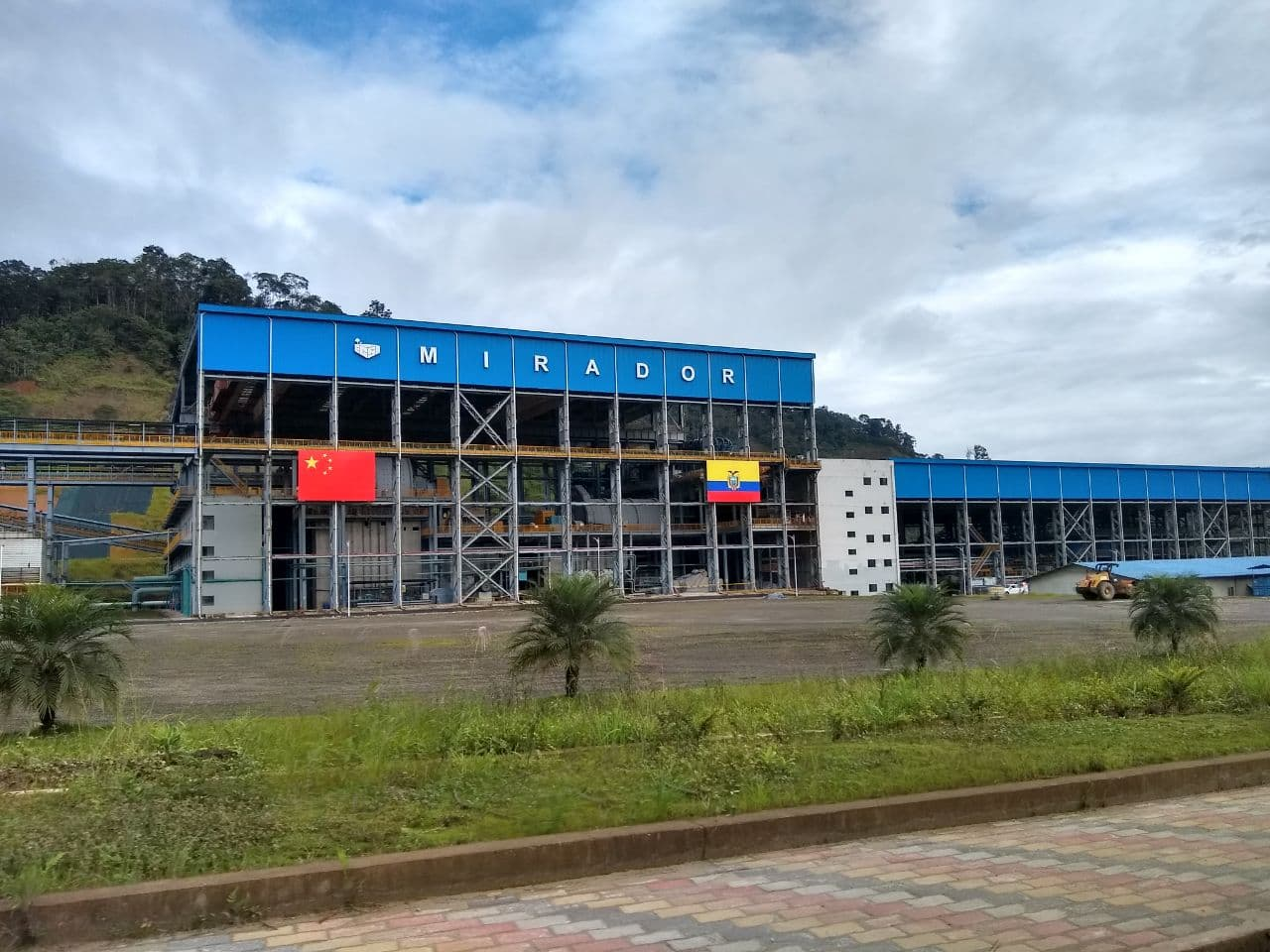
Campamento Mirador ECSA

- Fiesta en honor a la Virgen del Rosario San Roque 2 de octubre.
- Fiesta en honor a la Virgen de la Dolorosa El Güismi 16 de abril.
- Fiesta en honor a la Virgen de las Mercedes Tundayme 28 de septiembre.